# Vilnius (stacja kolejowa)

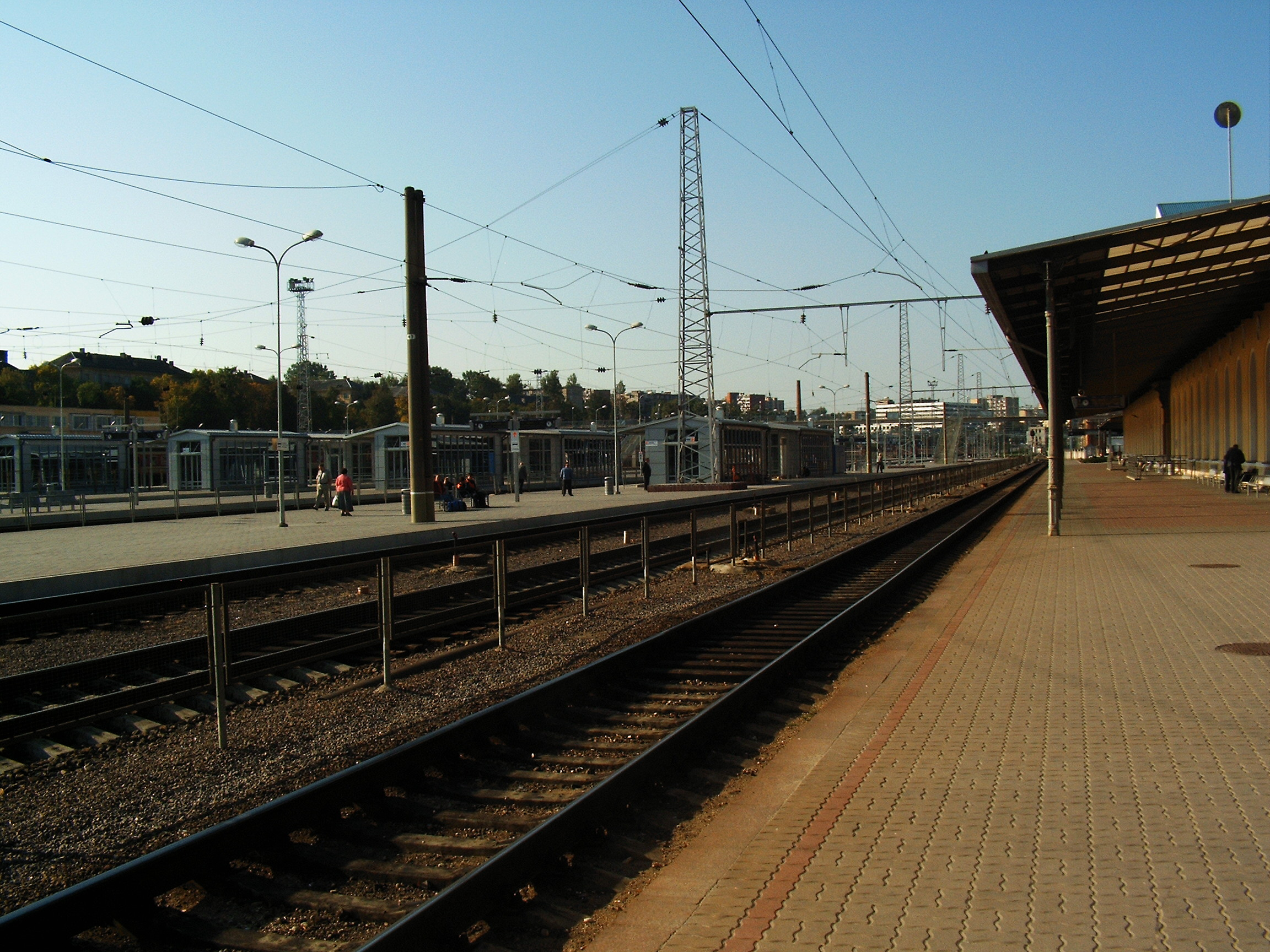
Widok na stację z peronu 1

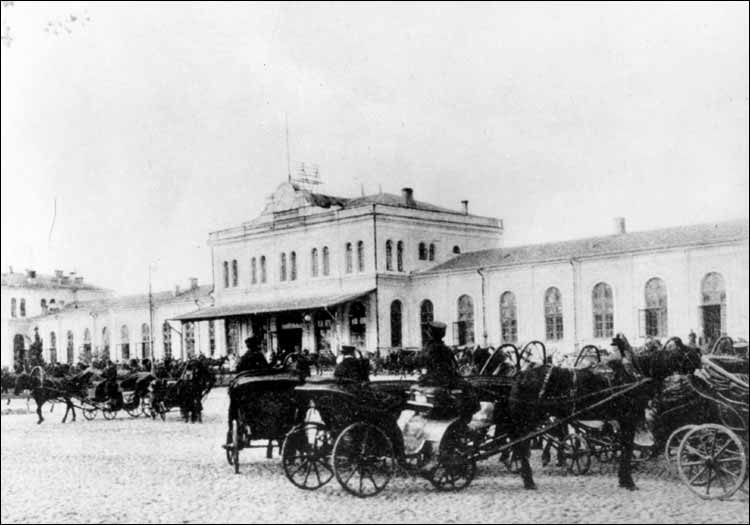
Budynek dworca w Wilnie, w XIX w.

Vilnius – stacja kolejowa w Wilnie. Jest największą stacją kolejową w mieście i zarazem na Litwie.

## Historia
Stacja powstała w ramach budowy Kolei Warszawsko-Petersburskiej (1853–1862), pomiędzy stacjami Landwarów a Wilejka. Pierwszy pociąg wjechał do Wilna od strony Dyneburga, w dniu 4 września 1860. Dworzec wybudowano w 1862, parowozownię w 1884. Podczas II wojny światowej zabudowania dworca uległy znacznemu zniszczeniu, odbudowane w 1950. W 1970 dotychczasową parowozownię przekształcono w lokomotywownię (Vilniaus lokomotyvų depas). W 2003 wyodrębnioną część zaplecza naprawy taboru przekształcono w Wileński Zakład Remontu Lokomotyw (Vilniaus Lokomotyvu Remonto Depas UAB). W 2011 dworzec stał się nową siedzibą miejscowego Muzeum Kolejnictwa.
Od 1882, z niewielkimi przerwami, w Wilnie funkcjonuje regionalne centrum zarządzania kolejnictwem, obecnie miejsce siedziby zarządu Lietuvos Geležinkeliai.